# Festival da Canção 1967
Das 4. Festival da Canção (portugiesisch IV Grande Prémio TV da Cançao 1967) fand am 25. Februar 1967 in den Tóbis-Studios in Lissabon statt. Es diente als portugiesischer Vorentscheid für den Eurovision Song Contest 1967. Zum ersten Mal wurden vor dem Finale am 11. Februar und am 18. Februar 1967 an gleicher Stelle zwei Semifinale ausgetragen.
Moderatoren aller Sendungen waren Isabel Wolmar und Henrique Mendes.
Als Sieger ging Eduardo Nascimento mit dem Titel O vento mudou hervor. Beim Eurovision Song Contest in Wien erhielt er drei Punkte und belegte am Ende gemeinsam mit einem anderen Künstler den 12. Platz.

## Teilnehmer
1. Semifinale
| Startnr. | Interpret               | Lied                     | Musik und Text                                              | Rang | Punkte |
| -------- | ----------------------- | ------------------------ | ----------------------------------------------------------- | ---- | ------ |
| 1        | Rui Malhoa              | Balada da traição ao mar | M: Pedro Jordão, T: Rui Malhoa                              | 4.   | 43     |
| 2        | Marco Paulo             | Sou tão feliz            | M: Nóbrega e Sousa, T: António de Sousa Freitas             | 2.   | 54     |
| 3        | Valério Silva           | Amor tens de voltar      | M: Joaquim Fernandes e Carlos Resende, T: Fernando Meireles | 5.   | 41     |
| 4        | Maria de Lurdes Resende | Não quero o mundo        | M: Duarte Pestana, T: Zélia Rosa Pinto                      | 3.   | 53     |
| 5        | Duo Ouro Negro          | Quando amanhecer         | M: Manuel Viegas, T: António José                           | 1.   | 72     |
| 6        | Maria de Lurdes Resende | Assim será o nosso amor  | M: João Andrade Santos, T: Manuela de Moura Sá Teles Santos | 6.   | 7      |

2. Semifinale
| Startnr. | Interpret          | Lied          | Musik und Text                                        | Rang | Punkte |
| -------- | ------------------ | ------------- | ----------------------------------------------------- | ---- | ------ |
| 1        | Duo Ouro Negro     | Livro sem fim | M: António Andrade, T: Maria Vargas                   | 2.   | 76     |
| 2        | Eduardo Nascimento | O vento mudou | M: Nuno Nazareth Fernandes, T: João Magalhães Pereira | 1.   | 78     |
| 3        | Artur García       | Porta secreta | M: Carlos Canelhas, T: António José                   | 3.   | 55     |
| 4        | António Calvário   | Deixa-me só   | M: Carlos Canelhas, T: Alberto Azevedo                | 4.   | 44     |
| 5        | Eduardo Nascimento | Um homem só   | M: José Pereira Mesquita, T: Francisco Nicholson      | 5.   | 9      |
| 6        | António Calvário   | Vencerás      | M: Carlos Canelhas, T: Luís Simão                     | 6.   | 8      |

Finale
| Startnr. | Interpret               | Lied              | Musik und Text                                        | Rang | Punkte |
| -------- | ----------------------- | ----------------- | ----------------------------------------------------- | ---- | ------ |
| 1        | Duo Ouro Negro          | Quando amanhecer  | M: Manuel Viegas, T: António José                     | 4.   | 28     |
| 2        | Eduardo Nascimento      | O vento mudou     | M: Nuno Nazareth Fernandes, T: João Magalhães Pereira | 1.   | 120    |
| 3        | Marco Paulo             | Sou tão feliz     | M: Nóbrega e Sousa, T: António de Sousa Freitas       | 6.   | 5      |
| 4        | Duo Ouro Negro          | Livro sem fim     | M: António Andrade, T: Maria Vargas                   | 2.   | 78     |
| 5        | Maria de Lurdes Resende | Não quero o mundo | M: Duarte Pestana, T: Zélia Rosa Pinto                | 3.   | 30     |
| 6        | Artur García            | Porta secreta     | M: Carlos Canelhas, T: António José                   | 5.   | 9      |